# 訃報 2020年6月
訃報 2020年6月（ふほう 2020ねん6がつ）では、2020年6月に物故した、又は物故が報じられた人物についてまとめる。

## (1日 - 15日)

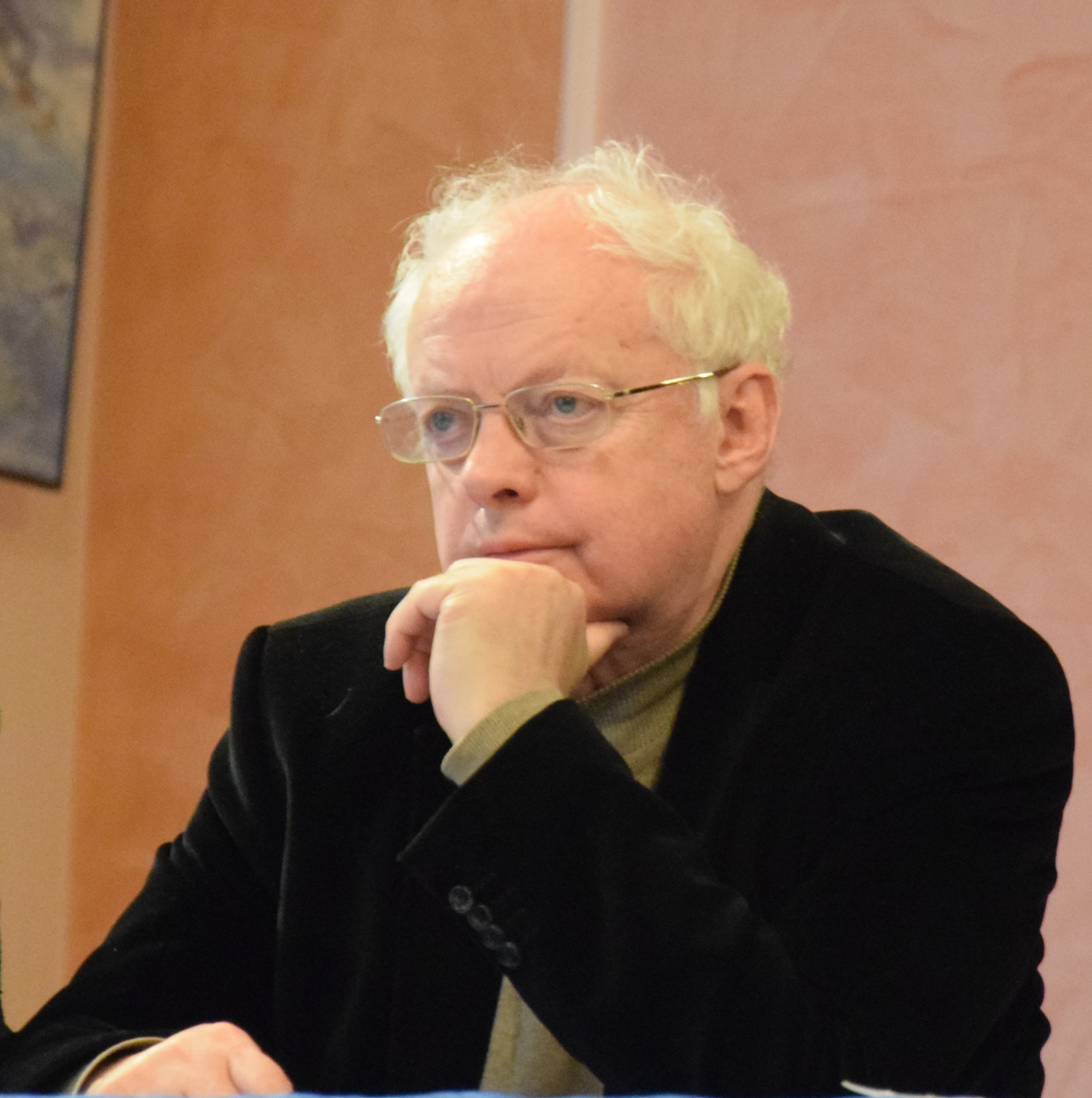
ミロスラフ・スコリク／ 6月1日没

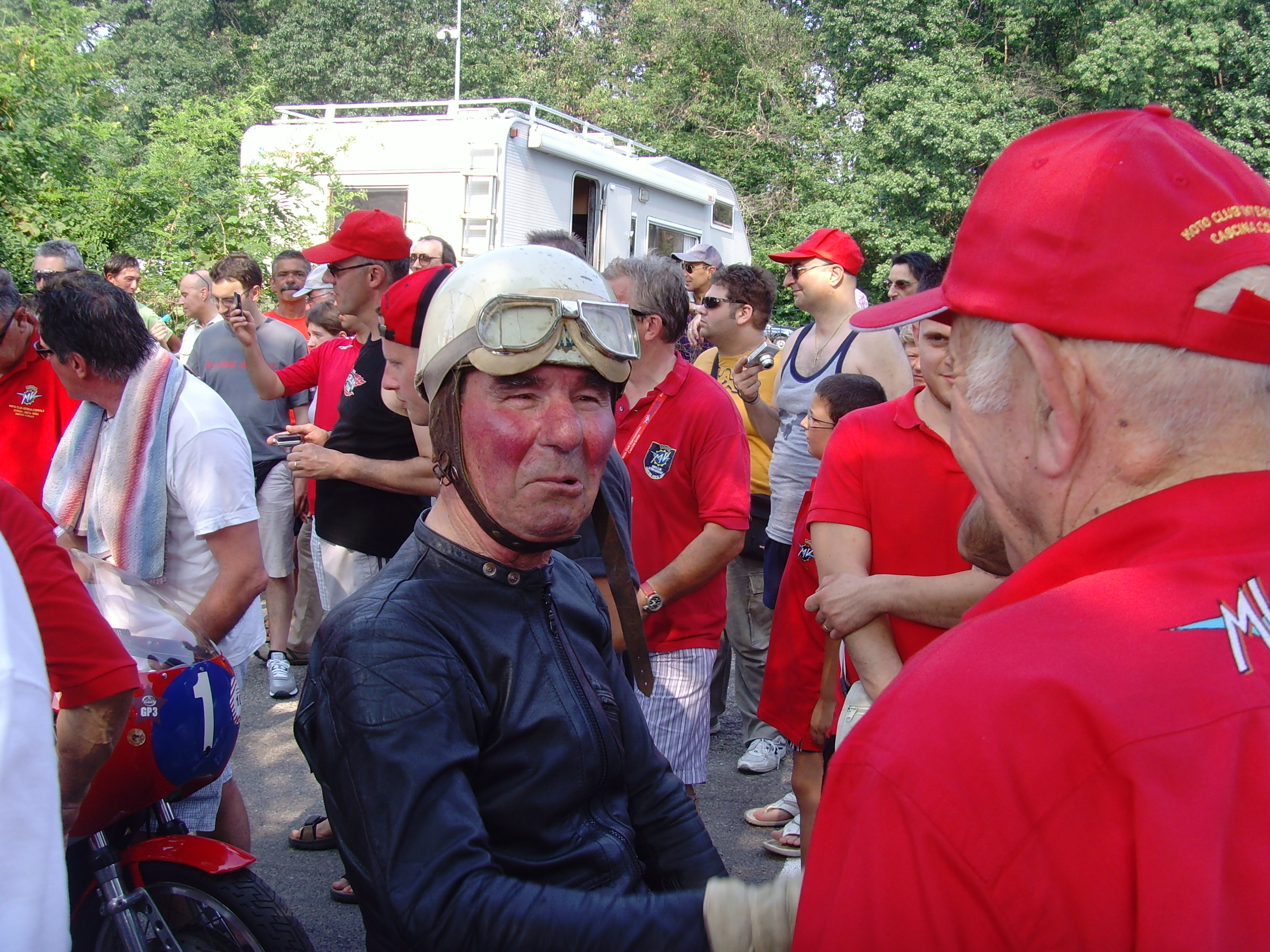
カルロ・ウビアリ／6月2日没

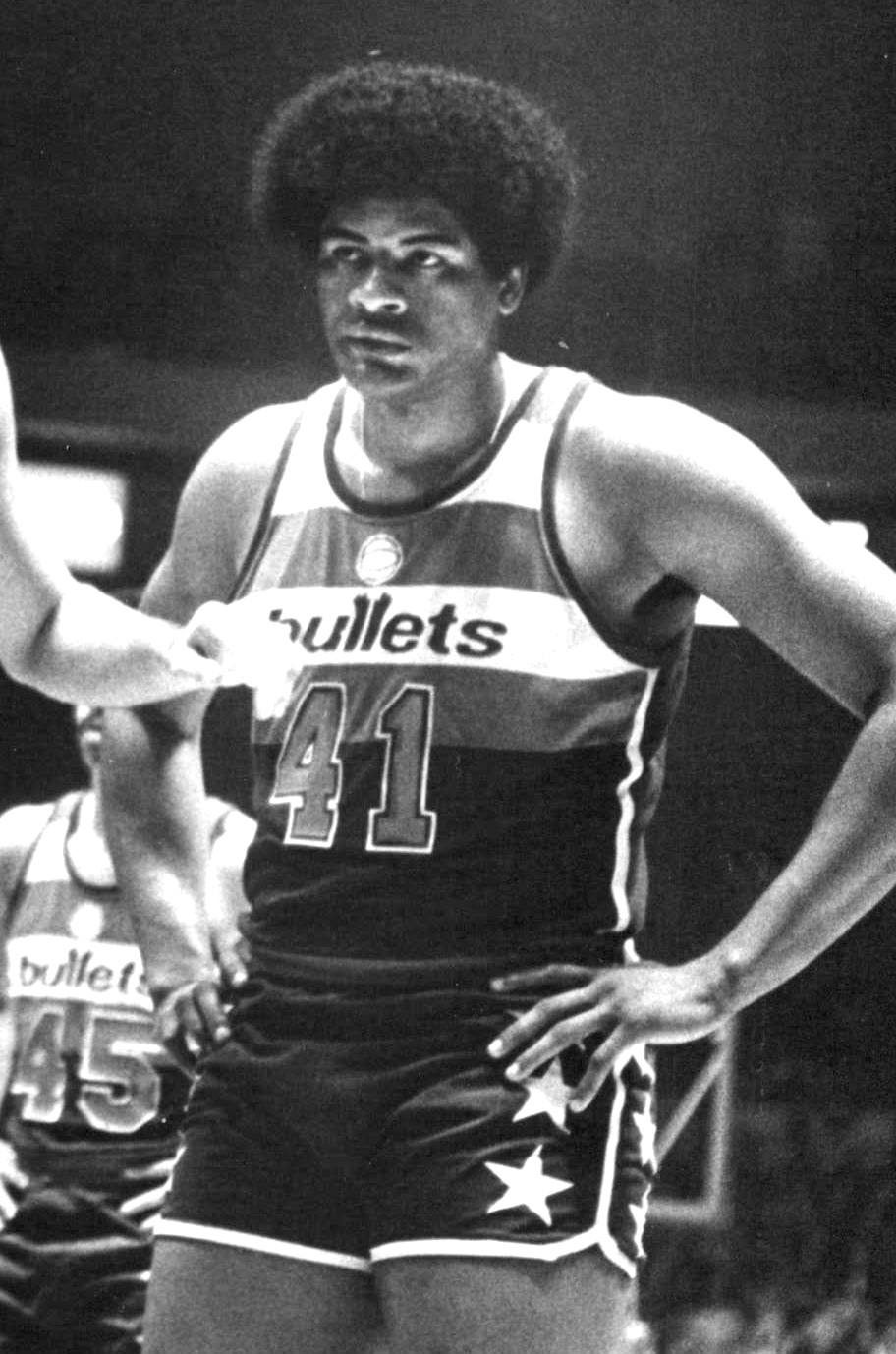
ウェス・アンセルド／6月2日没

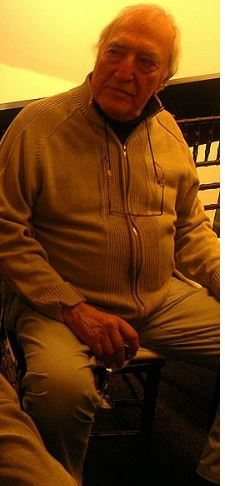
ブルース・ジェイ・フリードマン／6月3日没

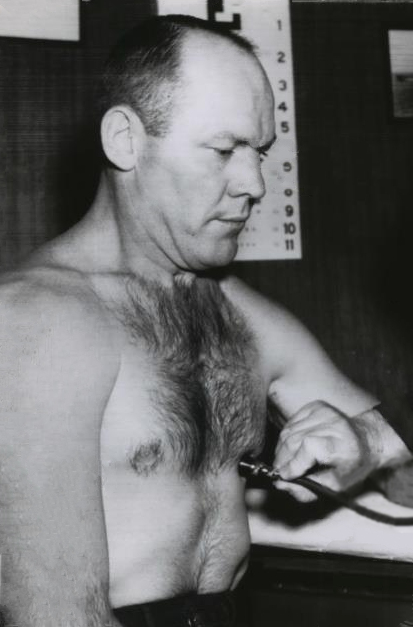
ピート・ラデマッハー／6月4日没

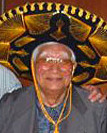
川崎富作／6月5日没

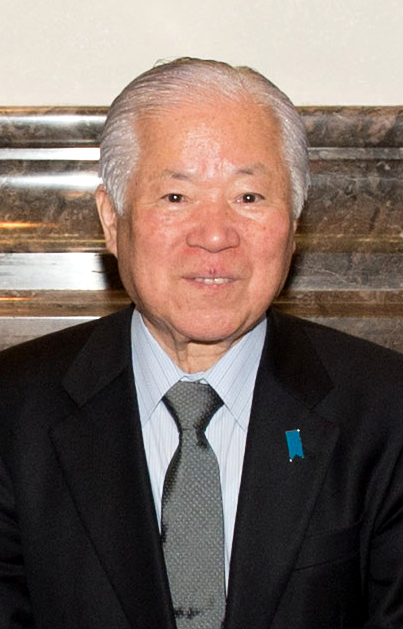
横田滋／6月5日没

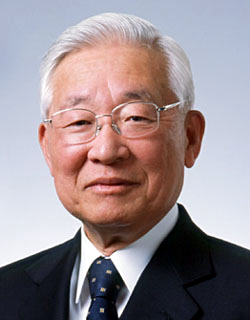
庄山悦彦／6月5日没

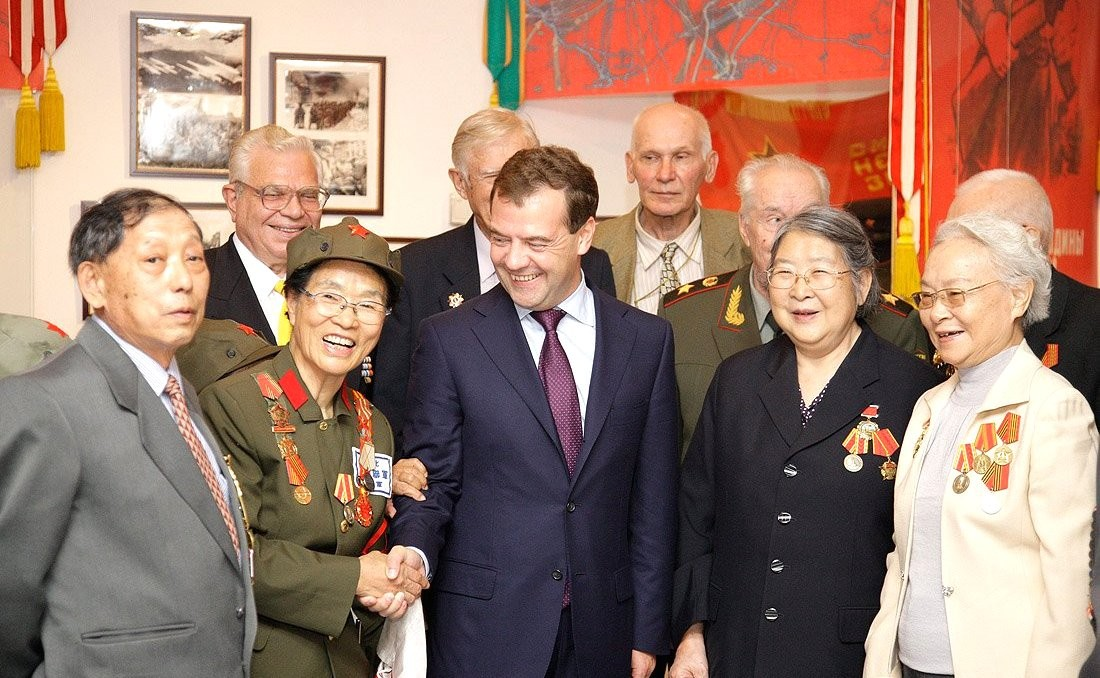
劉愛琴（右）／6月7日没

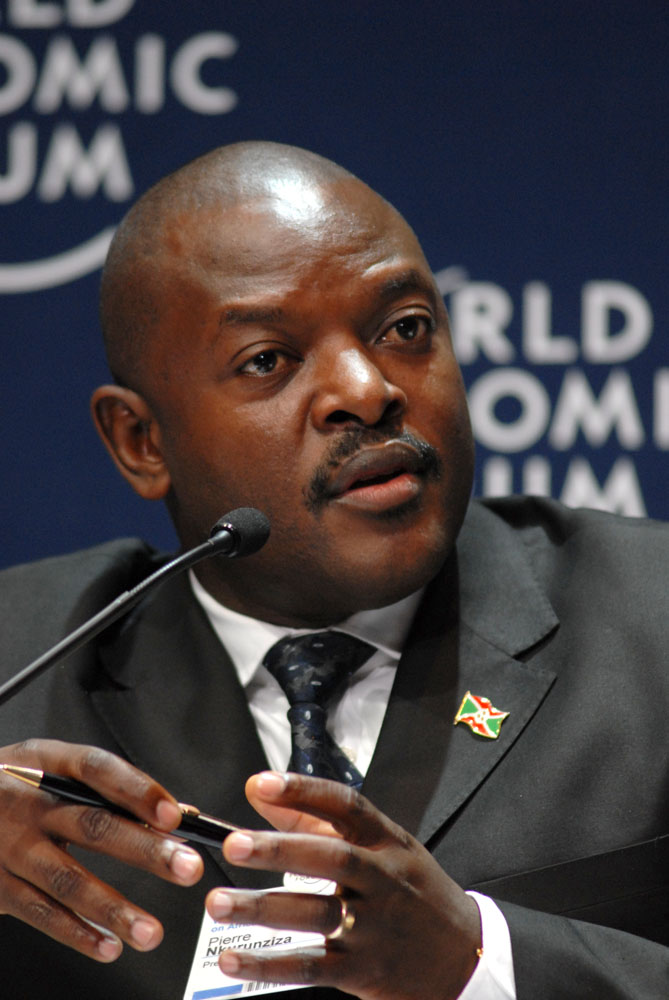
ピエール・ンクルンジザ／6月8日没

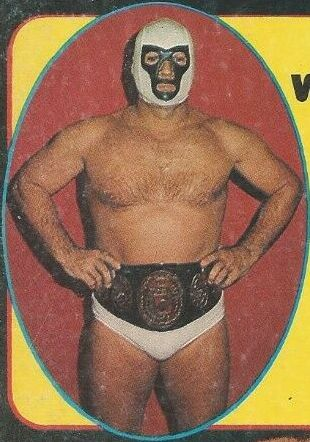
ジョニー・ウォーカー／6月10日没

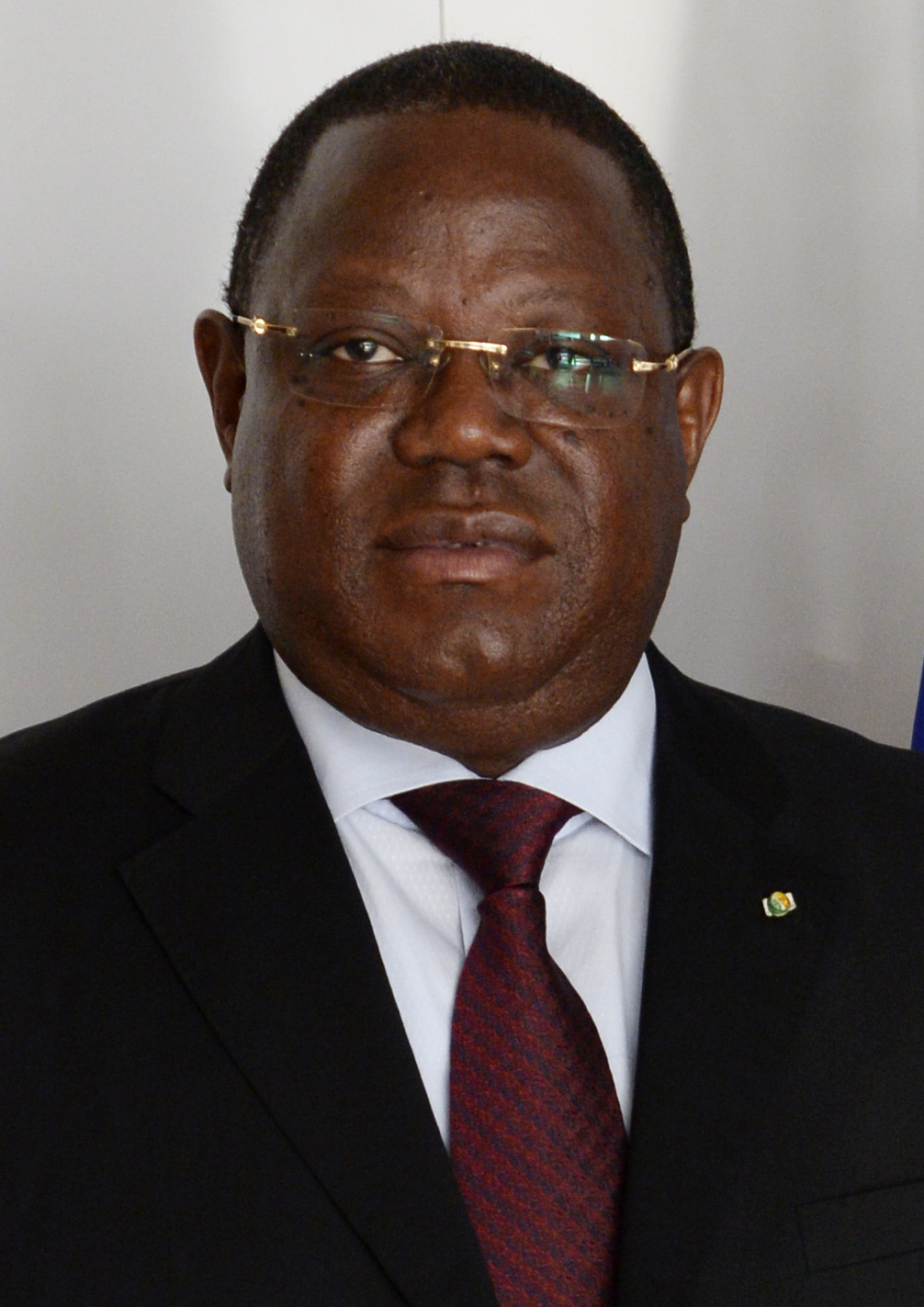
エマニュエル・イソゼ＝ンゴンデ／6月11日没

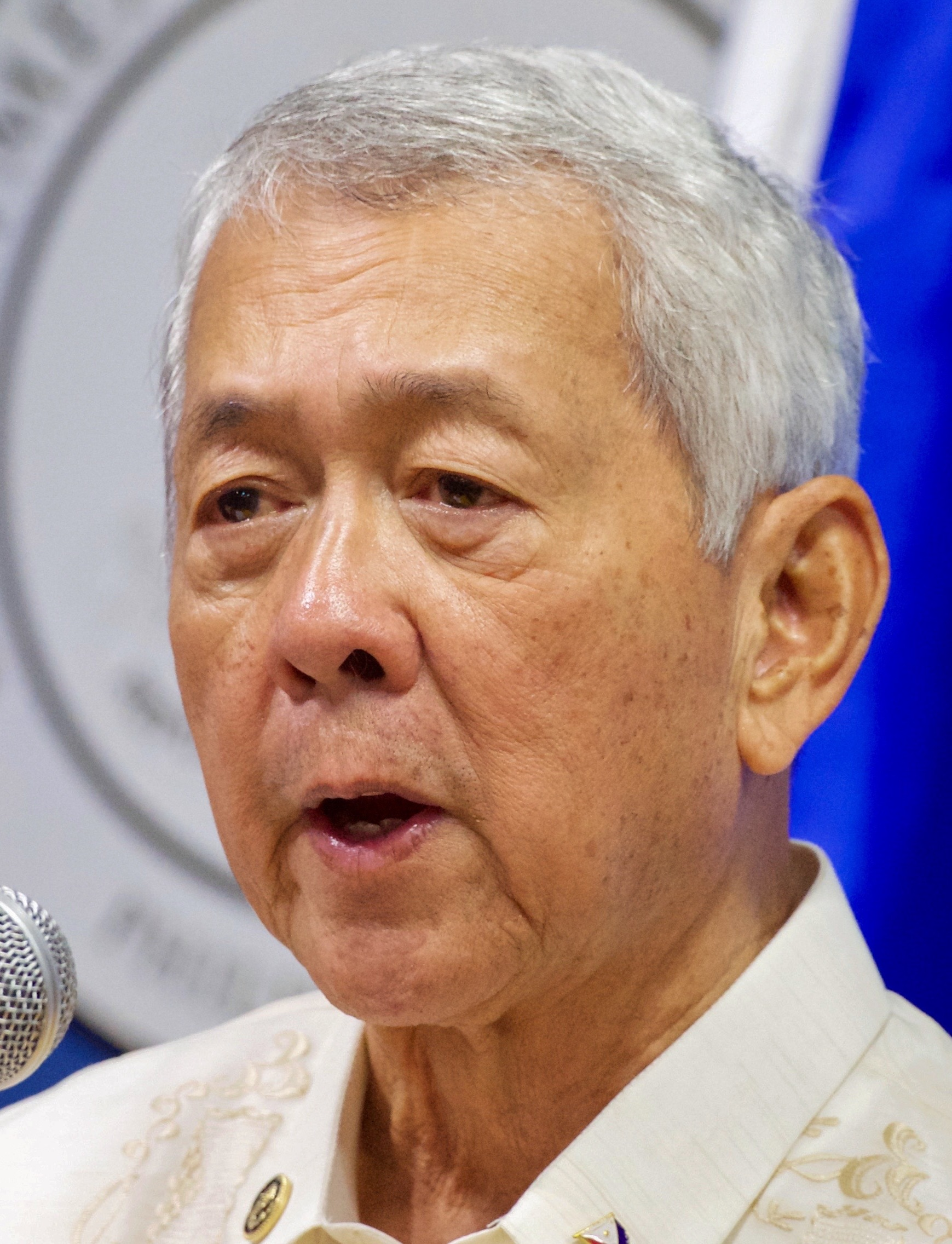
パーフェクト・ヤサイ・ジュニア/6月12日没

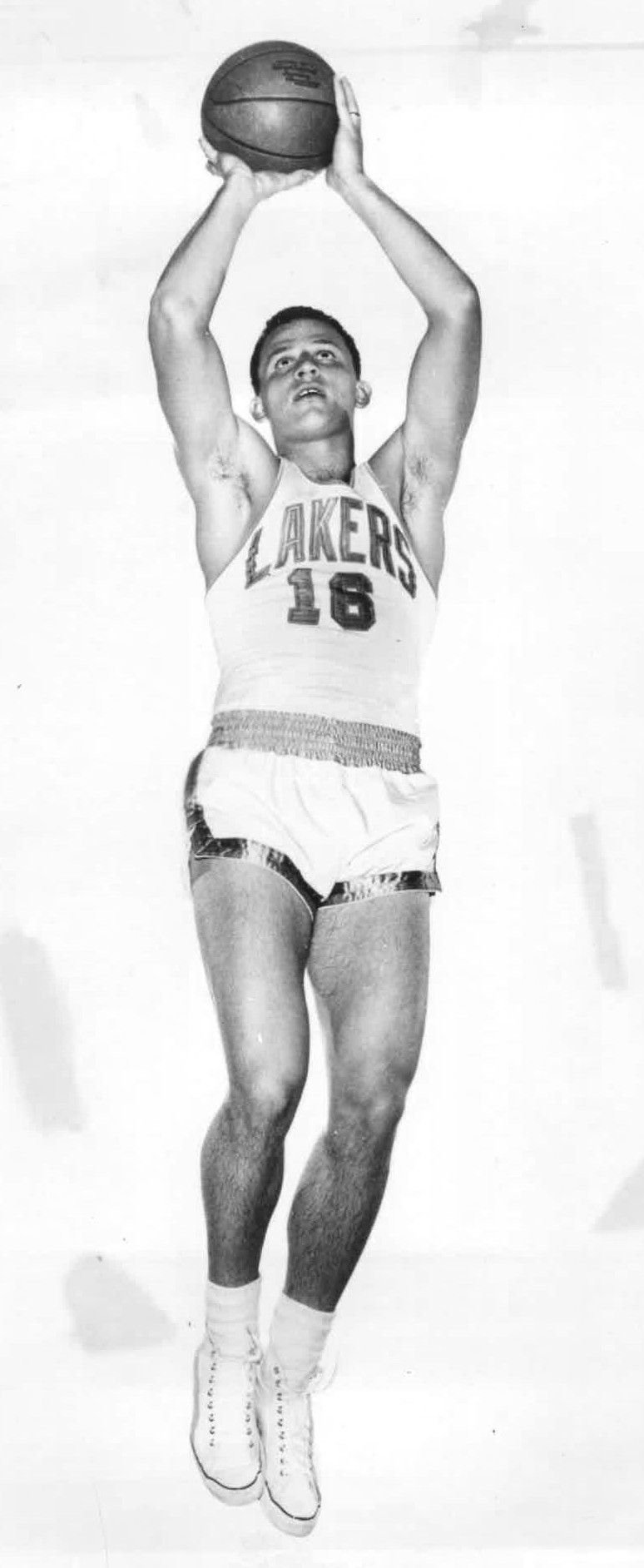
ディック・ガーメイカー／6月13日没

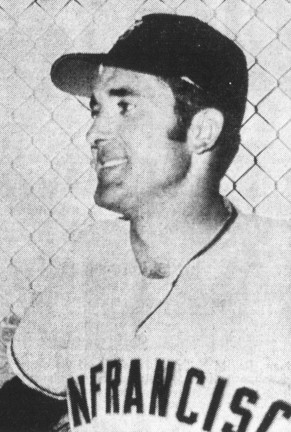
マイク・マコーミック／6月13日没

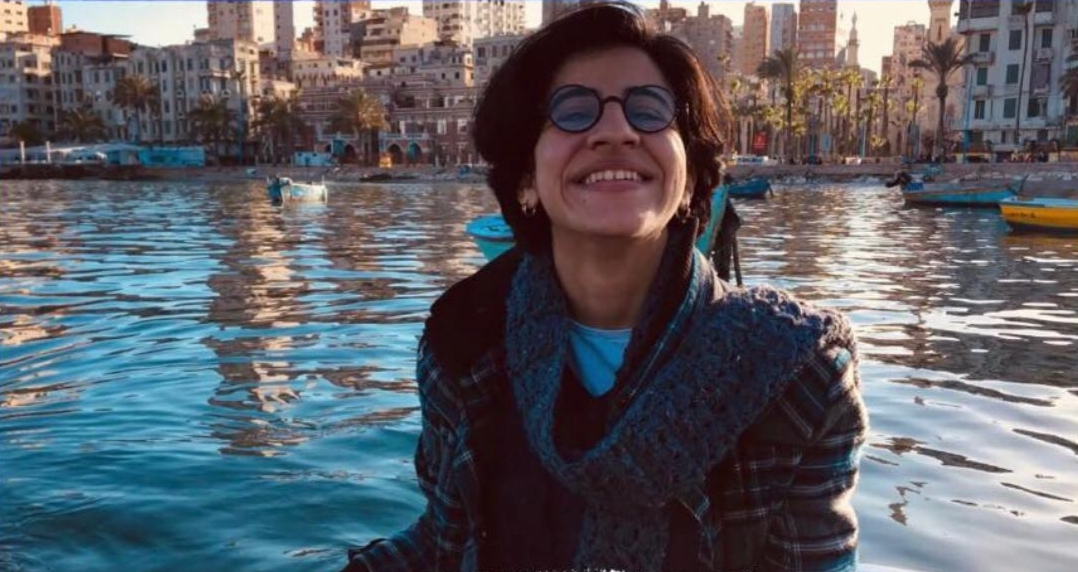
サーラ・ヘガジー／6月13日没

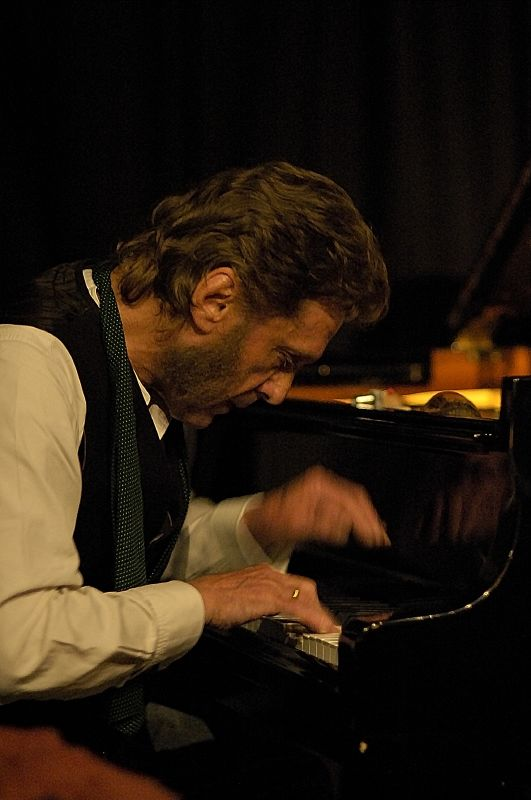
キース・ティペット／6月14日没

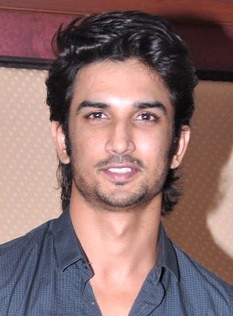
スシャント・シン・ラージプート／6月14日没

- 6月1日 - 鬼追明夫、日本の弁護士、元日本弁護士連合会会長、元日本漢字能力検定協会理事長（* 1934年）[1]
- 6月1日 - 寺田弘、日本の生物物理化学者、分子薬理学者、新潟薬科大学元学長、徳島大学名誉教授（* 1936年）[2]
- 6月1日 - 鈴木堯士、日本の地質学者、高知大学名誉教授（* 1936年）[3]
- 6月1日 - ミロスラフ・スコリク、ウクライナの作曲家（* 1938年）[4]
- 6月1日 - ジョーイ・イメージ（英語版）、アメリカ合衆国のドラマー、元ミスフィッツメンバー（* 1957年）[5]
- 6月1日 - マジェック・ファシェック（英語版）、ナイジェリアのレゲエシンガー、ギタリスト（* 1963年）[6]
- 6月2日 - カルロ・ウビアリ、イタリアの元オートバイレーサー（* 1929年）[7]
- 6月2日 - チョン・ギュドク（朝鮮語版）、大韓民国の元プロレスラー（* 1932年）[8]
- 6月2日 - 冨田祐一、日本の俳優（* 1936年）[9]
- 6月2日 - 山田隆哉、日本の実業家、元ダイハツ工業社長、元ジェイテクト会長（* 1942年）[10]
- 6月2日 - ウェス・アンセルド、アメリカ合衆国の元バスケットボール選手【ワシントン・ブレッツ所属】、バスケットボール殿堂（* 1946年）[11]
- 6月2日 - 谷新、日本の美術評論家（* 1947年）[12]
- 6月2日 - 胡衛鋒（中国語版）、中華人民共和国の医師、武漢市中心医院泌尿器科副主任（* 1978年）[13]
- 6月2日 - クリス・トルースデール（英語版）、アメリカ合衆国の俳優、歌手、元ドリーム・ストリート（英語版）メンバー（* 1985年）[14]
- 6月3日 - ブルース・ジェイ・フリードマン、アメリカ合衆国の小説家、劇作家、脚本家（* 1930年）[15]
- 6月3日 - 中垣昌美、日本の社会福祉学者、龍谷大学名誉教授（* 1930年）[16]
- 6月3日 - カウズ・イシュトヴァーン（ハンガリー語版）、ハンガリーの元フェンシング選手、1964年東京オリンピックエペ団体金メダリスト（* 1932年）[17]
- 6月3日 - 後藤森重、日本の元公務員、労働組合理事、元全日本自治団体労働組合委員長（* 1934年）[18]
- 6月3日 - 加藤昭夫、日本の無機材料科学者、九州大学名誉教授（* 1934年）[19]
- 6月3日 - 丸山雅仁、日本の作曲家、編曲家（* 1943年）[20]
- 6月3日 - アブー・ムスアブ・アブドゥルワドゥード（英語版）、アルジェリアの民兵組織指導者、イスラーム・マグリブ諸国のアル＝カーイダ機構指導者（* 1970年）[21]
- 6月3日 - 焦茶、日本のイラストレーター（* 1995年）[22]
- 6月4日 - マルチェッロ・アバド（英語版）、イタリアのピアニスト、作曲家（* 1926年）[23]
- 6月4日 - バス・チャテルジー（英語版）、インドの映画監督（* 1927年）[24]
- 6月4日 - ピート・ラデマッハー、アメリカ合衆国の元プロボクサー、1956年メルボルンオリンピックヘビー級金メダリスト（* 1928年）[25]
- 6月4日 - 比屋根毅、日本の実業家、エーデルワイス会長（* 1937年）[26]
- 6月4日 - スティーヴ・プリースト（英語版）、イギリスのベーシスト、スウィートメンバー（* 1948年）[27]
- 6月5日 - 後藤比奈夫、日本の俳人（* 1917年）[28]
- 6月5日 - 北構保男、日本の考古学者（* 1918年）[29]
- 6月5日 - 川崎富作、日本の医師、医学博士、川崎病発見者（* 1925年）[30]
- 6月5日 - 髙内俊一、日本の政策学者、立命館大学名誉教授（* 1925年）[31]
- 6月5日 - 柯錫杰（中国語版）、台湾の写真家（* 1929年）[32]
- 6月5日 - 横田滋、日本の人権活動家、元北朝鮮による拉致被害者家族連絡会代表、元日本銀行職員、横田めぐみの父（* 1932年）[33][34]
- 6月5日 - 伊藤敬子、日本の俳人（* 1935年）[35]
- 6月5日 - 庄山悦彦、日本の実業家、元日立製作所社長、元日本経済団体連合会副会長（* 1936年）[36]
- 6月5日 - 佐伯チズ、日本の美容アドバイザー（* 1943年）[37]
- 6月5日 - ルパート・ハイン、イギリスのミュージシャン、ソングライター、音楽プロデューサー（* 1947年）[38]
- 6月5日 - 増井一友、日本のギタリスト、大阪音楽大学・同志社女子大学講師（* 1953年）[39]
- 6月6日 - 西端春枝、日本の元実業家、真宗大谷派僧侶、教育者、元ニチイ（マイカルを経て、現イオンリテール）共同創業者（* 1922年）[40]
- 6月6日 - 寺前巌、日本の政治家、元衆議院議員【日本共産党所属】（* 1926年）[41]
- 6月6日 - 奥野正男、日本の考古学者（* 1931年）[42]
- 6月6日 - アラン・エルランド＝ブランダンブルグ（フランス語版）、フランスの美術史家、アーキビスト（* 1937年）[43]
- 6月6日 - 荒憲一、日本のピアニスト（* 1939年）[44]
- 6月6日 - 許崑源（中国語版）、中華民国の政治家、高雄市議会議員、同議長（* 1957年）[45][46]
- 6月6日 - ラマダン・シャラハ、パレスチナの民兵組織指導者、元イスラーム聖戦事務総長（* 1958年）[47]
- 6月6日 - リシェ・コールドウェル（英語版）、アメリカ合衆国の元アメリカンフットボール選手（* 1979年）[48]
- 6月6日 - 黒川照家、日本のギタリスト、元1986オメガトライブリーダー（* 1951年）
- 6月7日 - 劉愛琴、中華人民共和国の教育者、劉少奇長女（* 1927年）[49]
- 6月7日 - 田畑精一、日本の絵本作家（* 1931年）[50]
- 6月7日 - ケン・ライリー（英語版）、アメリカ合衆国の元アメリカンフットボール選手・指導者（* 1947年）[51]
- 6月7日 - チランジーヴィ・サルジャ（英語版）、インドの俳優（* 1980年）[52]
- 6月7日 - いーむす・アキ、日本の漫画家（* 生年不明）[53]
- 6月8日 - 土門齋、日本の工学者、東京工科大学名誉教授（* 1931年）[54]
- 6月8日 - 岩田宗一、日本の声明研究者、大谷大学名誉教授（* 1933年）[55]
- 6月8日 - 沈完求（朝鮮語版）、大韓民国の政治家、元蔚山広域市長、元国会議員（* 1938年）[56]
- 6月8日 - 伊波和正、日本の英文学者、沖縄国際大学名誉教授（* 1939年）[57]
- 6月8日 - マリオン・ヘンセル（フランス語版）、フランス出身のベルギーの映画監督、脚本家（* 1949年）[58]
- 6月8日 - ボニー・ポインター（英語版）、アメリカ合衆国の歌手、ポインター・シスターズメンバー（* 1950年）[59]
- 6月8日 - ローズマリー・ホリス（英語版）、イギリスの政治学者（* 1952年）[60]
- 6月8日 - ピエール・ンクルンジザ、ブルンジの政治家、第9代大統領（* 1964年）[61]
- 6月9日 - 王定国（中国語版）、中華人民共和国の社会活動家、謝覚哉夫人（* 1912年）[62]
- 6月9日 - 大城敬三、日本の実業家、馬主（* 1923年）[63]
- 6月9日 - アイン・カーレップ（英語版）、エストニアの詩人、作家（* 1926年）[64]
- 6月9日 - 鬼沢正、日本の実業家、元三井建設（現三井住友建設）社長（* 1926年）[65]
- 6月9日 - 大野義夫、日本のカントリー歌手（* 1931年）[66]
- 6月9日 - 金昌燮、朝鮮民主主義人民共和国の軍人、政治家、元国家保衛省政治局長（* 1946年）[67]
- 6月9日 - ヤン・ドクジュン（朝鮮語版）、大韓民国の実業家、アイリバー共同創業者（* 1951年）[68]
- 6月9日 - ポール・チャップマン（英語版）、ウェールズのギタリスト、元UFOメンバー（* 1954年）[69]
- 6月9日 - パウ・ドネス（英語版）、スペインのミュージシャン、ハラベ・デ・パロ（英語版）メンバー（* 1966年）[70]
- 6月9日 - 難波めぐみ、日本の服飾学者、郡山女子大学教授（* 1968年?）[71]
- 6月9日 - ジャズ・ウォーターズ（英語版）、アメリカ合衆国の脚本家（* 1980年）[72]
- 6月10日 - ロシータ・フォルネス（スペイン語版）、キューバの女優、歌手（* 1923年）[73]
- 6月10日 - ハリー・グリックマン（英語版）、アメリカ合衆国の球団経営者、ジャーナリスト、ポートランド・トレイルブレイザーズ創設者（* 1924年）[74]
- 6月10日 - 小町喜男、日本の医学者、筑波大学名誉教授（* 1927年）[75]
- 6月10日 - ハンス・メツガー（ドイツ語版）、ドイツの自動車エンジニア（* 1929年）[76]
- 6月10日 - ジョニー・ウォーカー（ミスター・レスリング2号）、アメリカ合衆国の元プロレスラー（* 1934年）[77]
- 6月10日 - クローデル・ワシントン（英語版）、アメリカ合衆国の元MLB選手（* 1954年）[78]
- 6月10日 - サルンヨー・ウォングックラチャン（英語版）、タイ王国の俳優（* 1960年）[79]
- 6月10日 - 黄巍（中国語版）、中華人民共和国の実業家、博納影業集団（中国語版）副総裁（* 1968年）[80]
- 6月11日 - 横田等、日本の実業家、元東洋熱工業社長（* 1927年?）[81]
- 6月11日 - 鍵和田秞子、日本の俳人（* 1932年）[82]
- 6月11日 - 服部克久、日本の作曲家（* 1936年）[83]
- 6月11日 - デニス・オニール（英語版）、アメリカ合衆国の漫画家（* 1939年）[84]
- 6月11日 - ロサ・マリア・サルダ（スペイン語版）、スペインの女優、コメディアン（* 1941年）[85]
- 6月11日 - メル・ウィンクラー（英語版）、アメリカ合衆国の俳優、声優（* 1941年）[86]
- 6月11日 - エマニュエル・イソゼ＝ンゴンデ、ガボン共和国の政治家、第10代ガボン共和国首相（* 1961年）[87]
- 6月12日 - ウィリアム・S・セッションズ（英語版）、アメリカ合衆国の検察官、裁判官、元FBI長官（* 1930年）[88]
- 6月12日 - パーフェクト・ヤサイ・ジュニア、フィリピンの弁護士、政治家、元外務大臣、元証券取引委員会委員長（* 1947年）[89]
- 6月12日 - 日比啓子、日本の声楽家、ソプラノ歌手、元東邦音楽大学東邦音楽大学総合芸術研究所特任教授（* 1949年）[90]
- 6月12日 - 松下雅人、日本の声楽家、名古屋音楽大学教授（* 1961年）[91]
- 6月12日 - レイシャード・ブルックス（英語版）、アメリカ合衆国の男性（* 1993年?）[92]
- 6月12日 - イロナ・ルカッセン（オランダ語版）、オランダの柔道家（* 1997年）[93]
- 6月13日 - ネメシェギ・ペトロ（ハンガリー語版）、ハンガリーのイエズス会神父、神学者、上智大学名誉教授（* 1923年）[94]
- 6月13日 - ジャン・ラスパイユ（フランス語版）、フランスの作家（* 1925年）[95]
- 6月13日 - 庄司昊明、日本の実業家、元リンテック社長（* 1926年）[96]
- 6月13日 - モーリス・ラジスフュス（フランス語版）、フランスの作家、歴史家（* 1928年）[97]
- 6月13日 - 太田哲夫、日本のジャーナリスト、日本経済新聞社客員・元専務、元QUICK社長（* 1932年）[98]
- 6月13日 - ディック・ガーメイカー、アメリカ合衆国の元バスケットボール選手（* 1932年）[99]
- 6月13日 - 金林作郎、日本の人形職人、真多呂人形会長（* 1932年）[100]
- 6月13日 - 緒方保範、日本の元警官、元警視庁捜査一課管理官（* 1932年?）[101]
- 6月13日 - マイク・マコーミック、アメリカ合衆国の元MLB選手（* 1938年）[102]
- 6月13日 - 内藤克輔、日本の泌尿器科学者、山口大学名誉教授（* 1945年?）[103]
- 6月13日 - サーラ・ヘガジー、エジプトのLGBT人権活動家（* 1989年）[104]
- 6月14日 - 加藤茂雄、日本の俳優（* 1925年）[105][106]
- 6月14日 - ドン・キャンディ（英語版）、オーストラリアの元テニス選手（* 1929年）[107]
- 6月14日 - 木原文吾、日本の実業家、元井筒屋社長（* 1929年?）[108]
- 6月14日 - クロード・サミュエル（フランス語版）、フランスの音楽評論家（* 1931年）[109]
- 6月14日 - キース・ティペット、イギリスのジャズピアニスト、作曲家（* 1947年）[110]
- 6月14日 - 石川久展、日本の福祉学者、関西学院大学教授（* 1962年）[111]
- 6月14日 - スシャント・シン・ラージプート、インドの俳優（* 1986年）[112]
- 6月14日 - ルース・ドゥアディ（英語版）、フランスのロッククライマー（* 2003年）[113]
- 6月15日 - ズハイル・ターリブ・アブドゥッ＝サッタール・アッ＝ナキーブ、イラクの元軍人、元陸軍中将、サッダーム・フセイン妹婿（* 1948年）[114]
- 6月15日 - フィル・タカハシ、カナダの柔道家（* 1957年）[115]
- 6月15日 - 髙﨑尚樹、日本の実業家、ルネサンス社長（* 1960年）[116]

## (16日 - 30日)

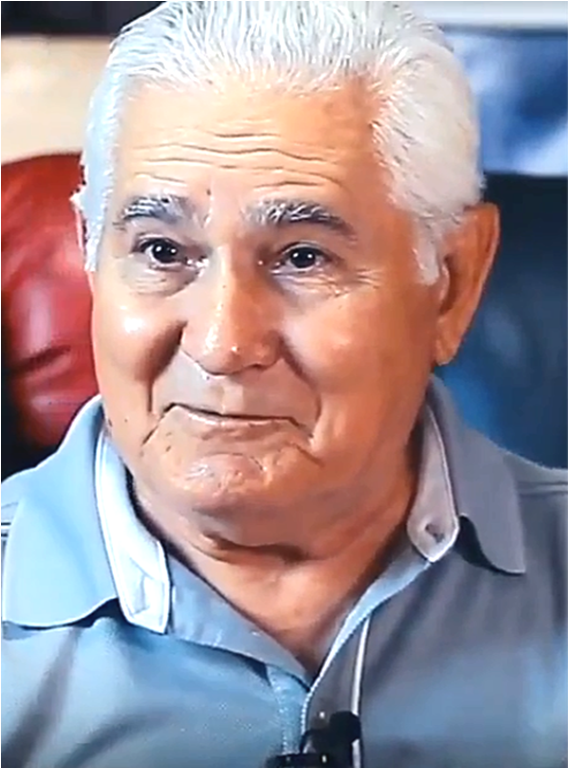
エデン・パストラ／6月16日没（訃報発表日）

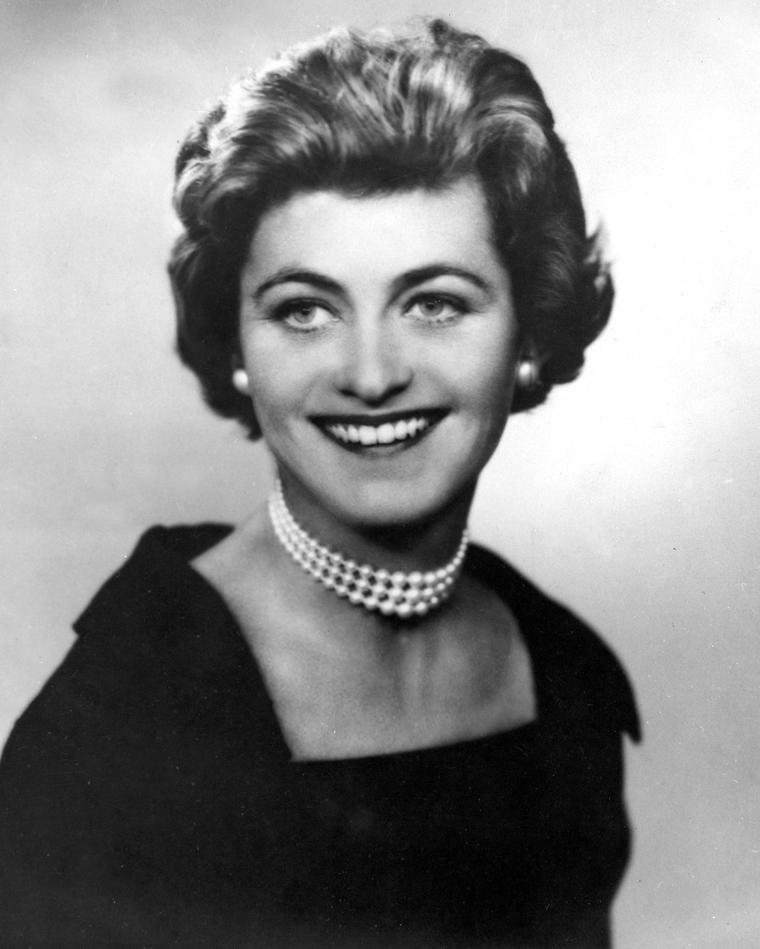
ジーン・ケネディ・スミス／6月17日没

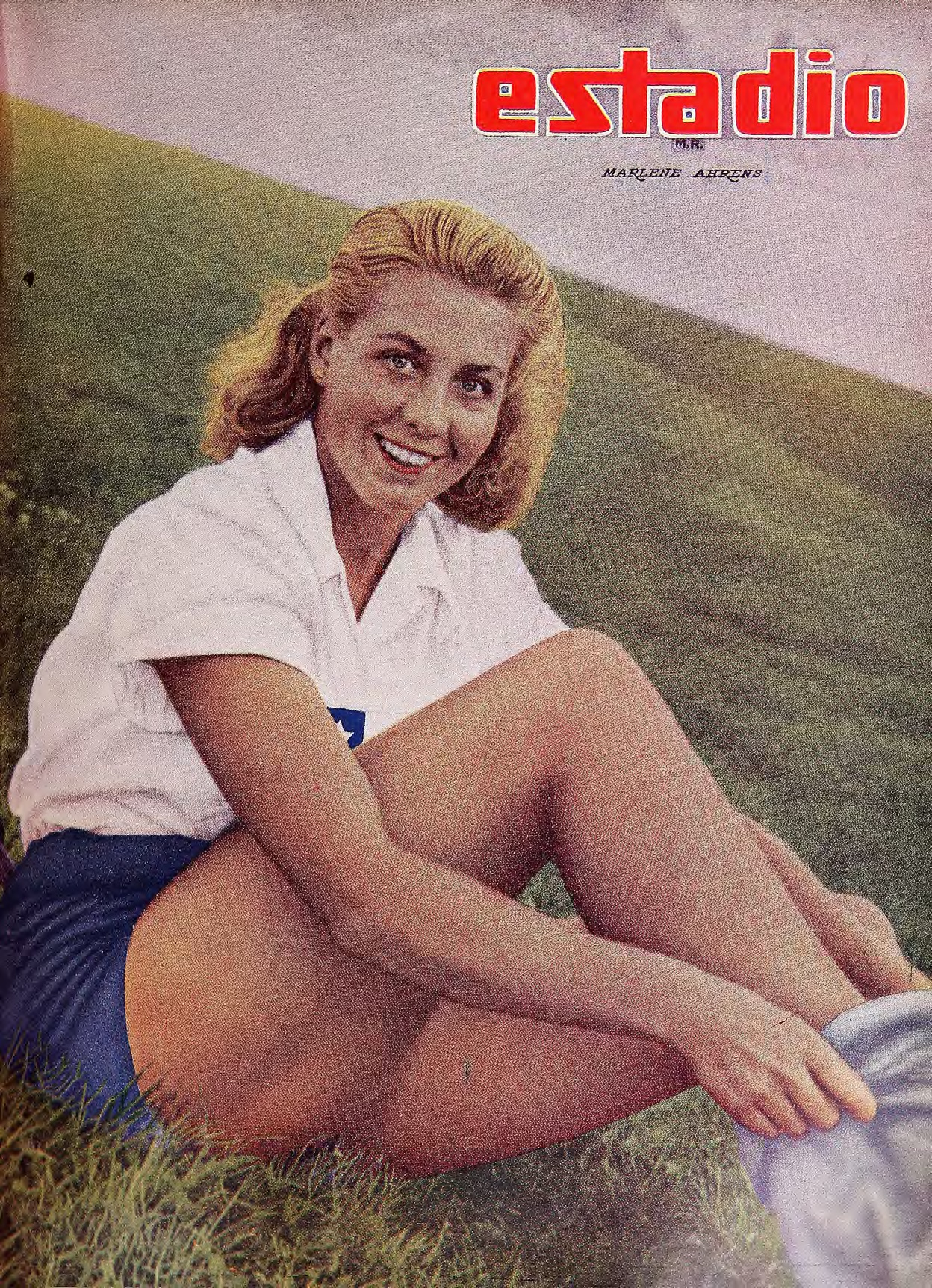
マルレーネ・アーレン／6月17日没

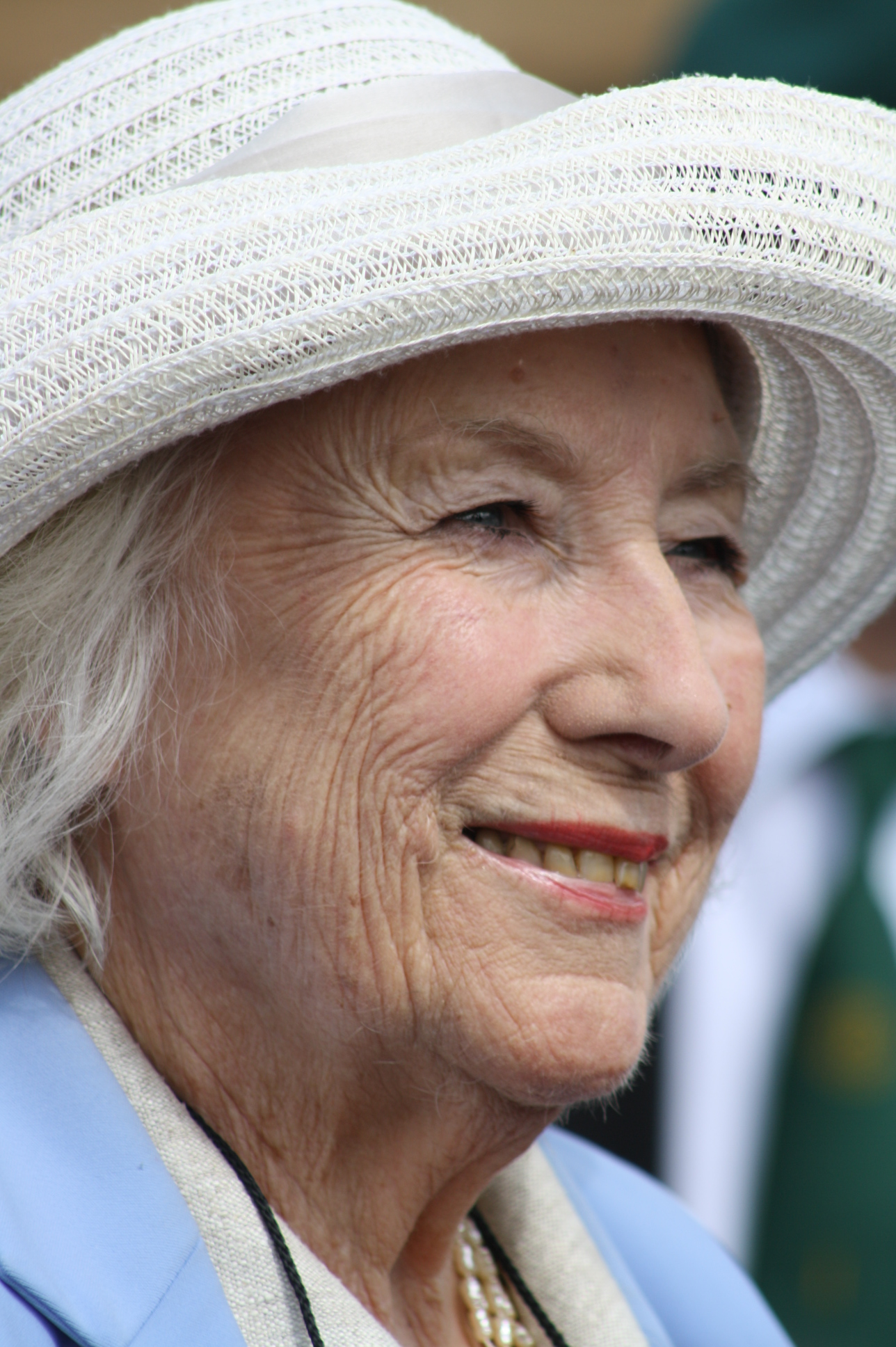
ヴェラ・リン／6月18日没

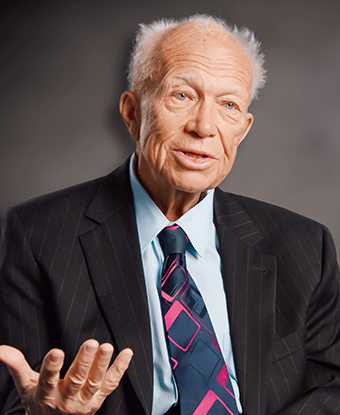
セルゲイ・フルシチョフ／6月18日没

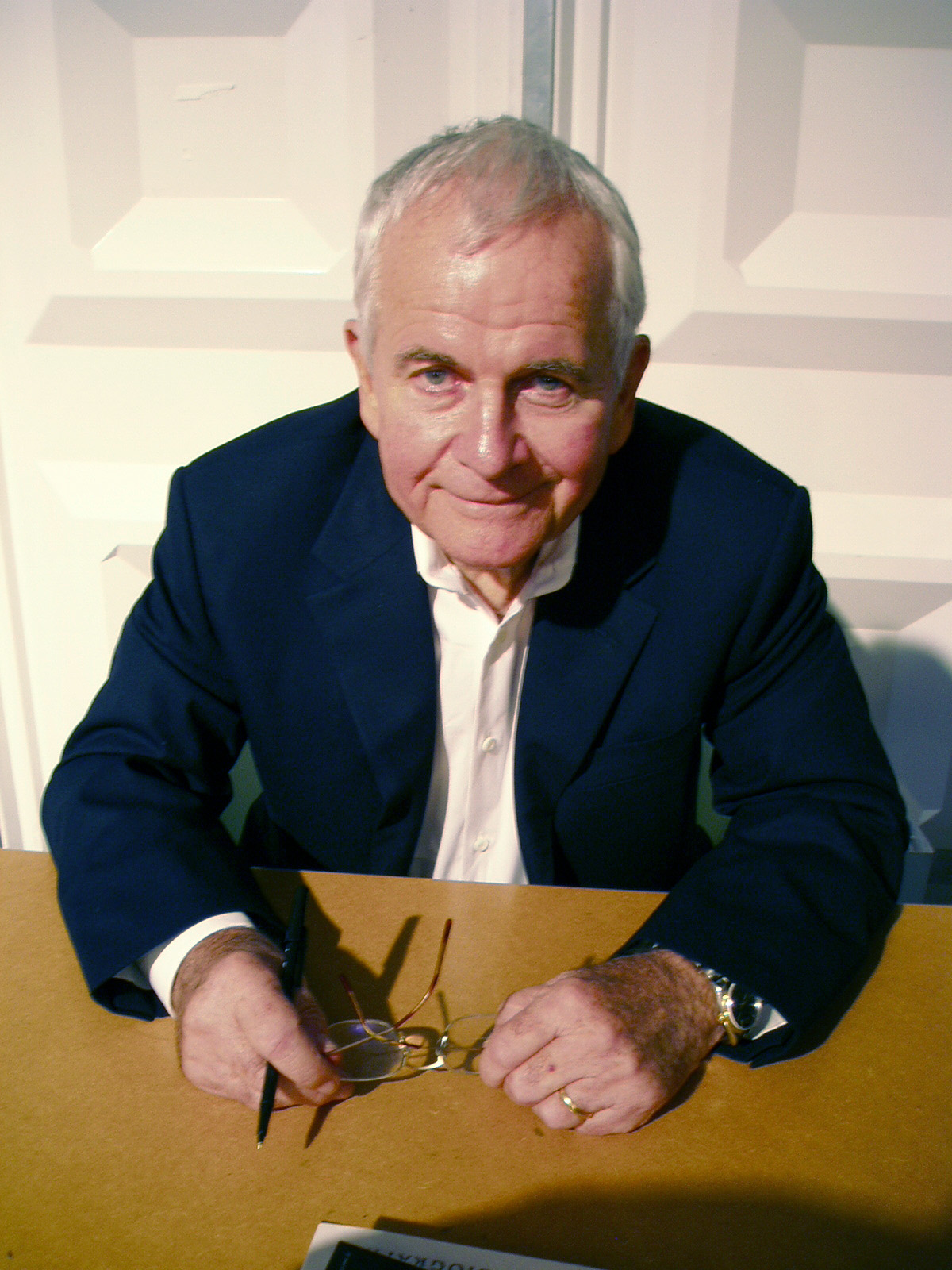
イアン・ホルム／6月19日没

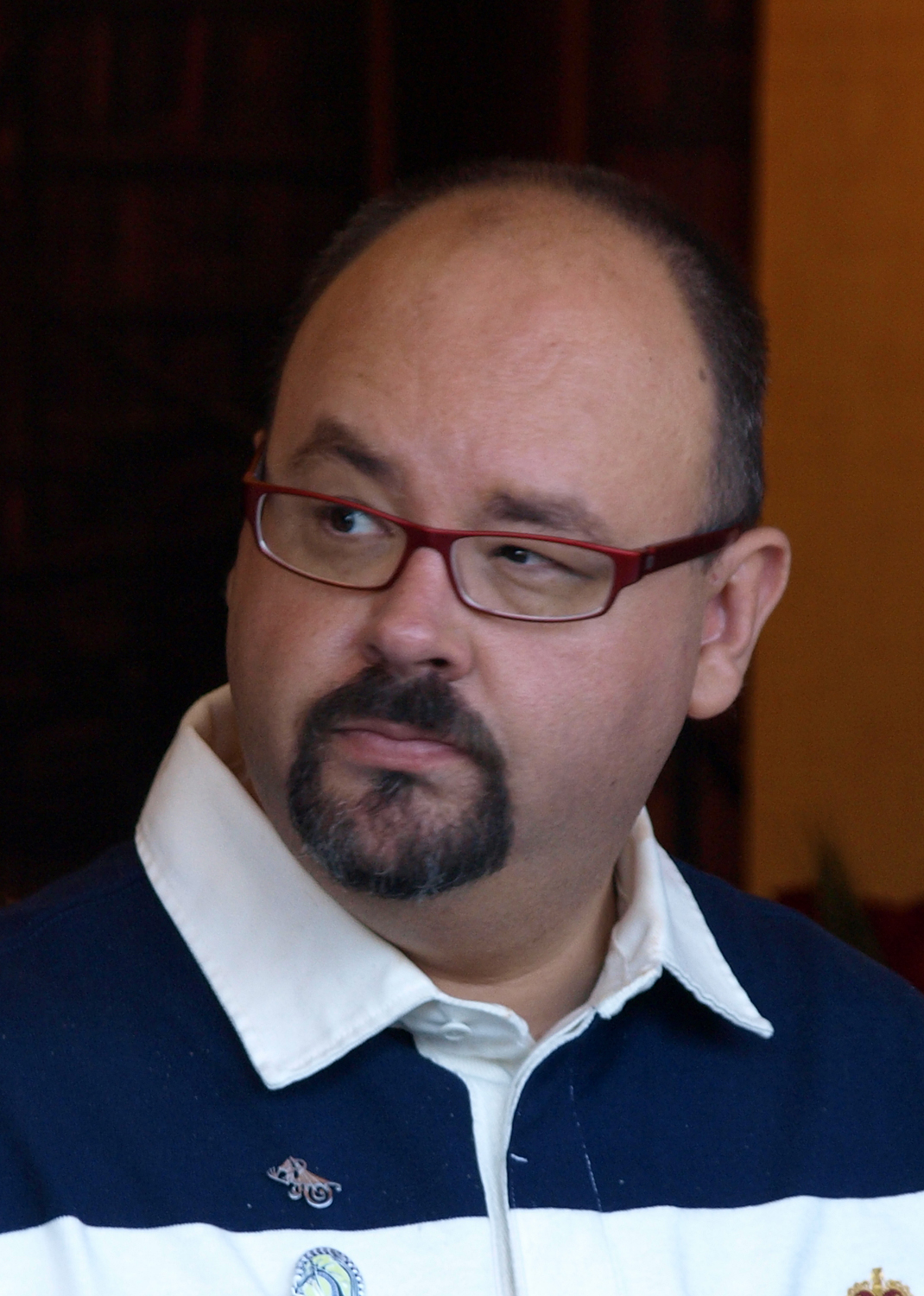
カルロス・ルイス・サフォン／6月19日没

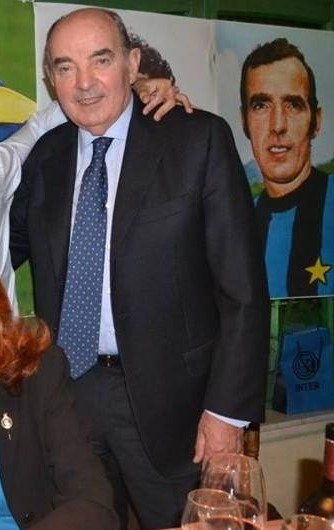
マリオ・コルソ／6月20日没

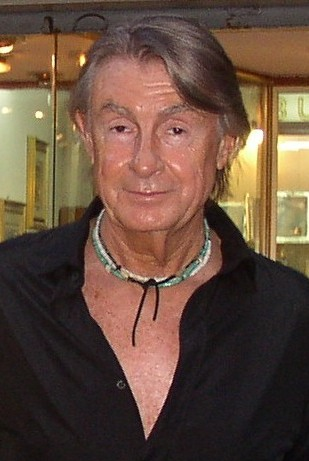
ジョエル・シュマッカー／6月21日没

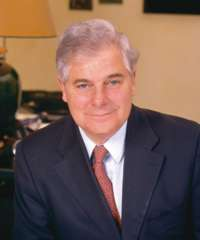
パスカル・クレモン／6月21日没

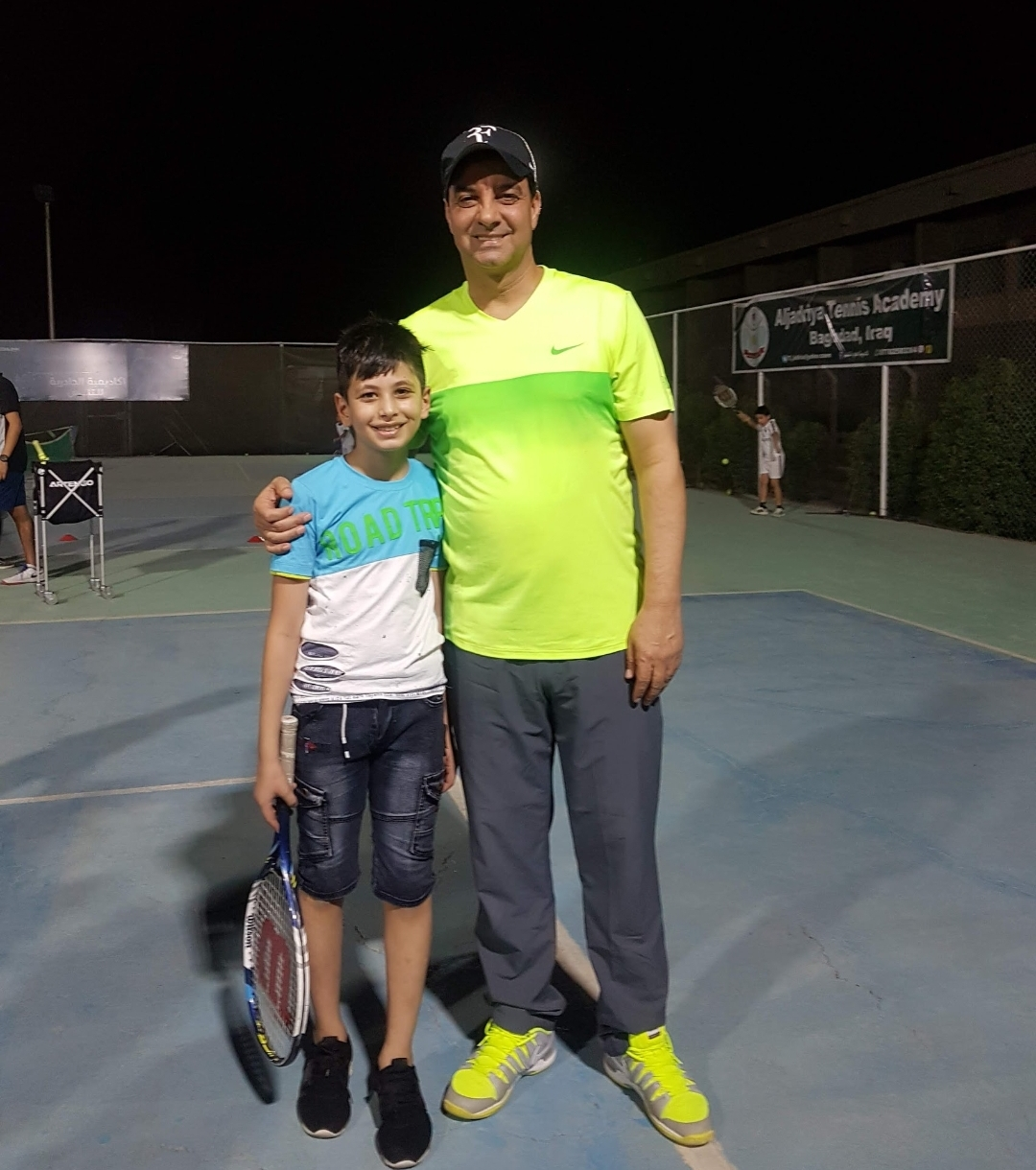
アーメド・ラディ（右）／6月21日没

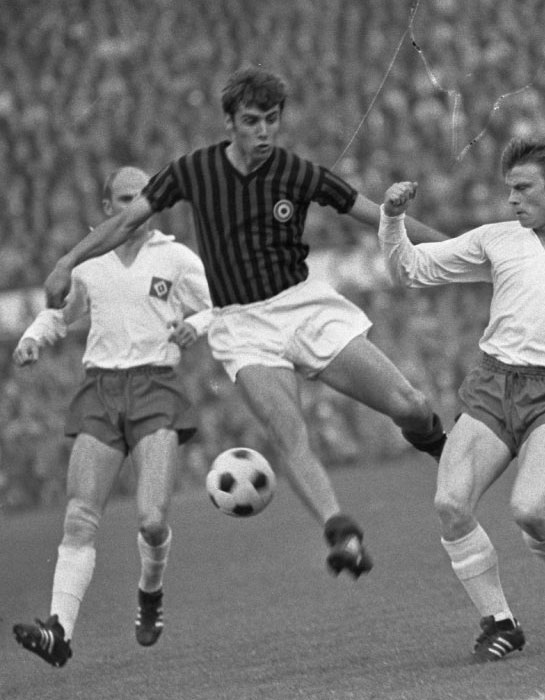
ピエリーノ・プラティ／6月22日没

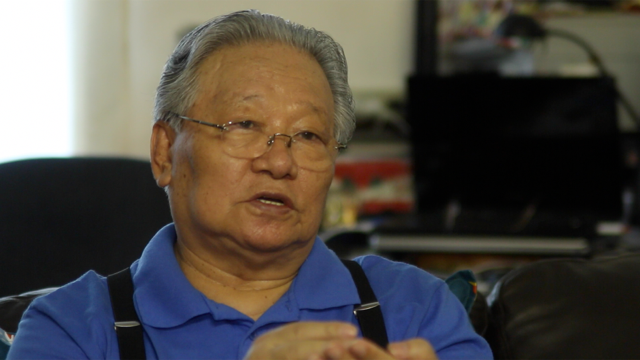
李振盛／6月23日没

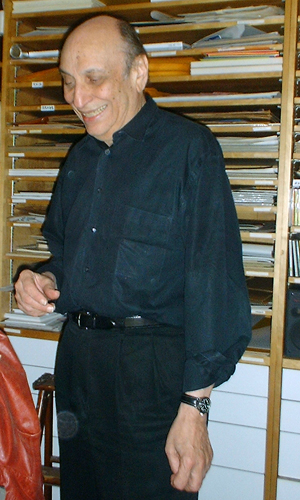
ミルトン・グレイザー／6月26日没

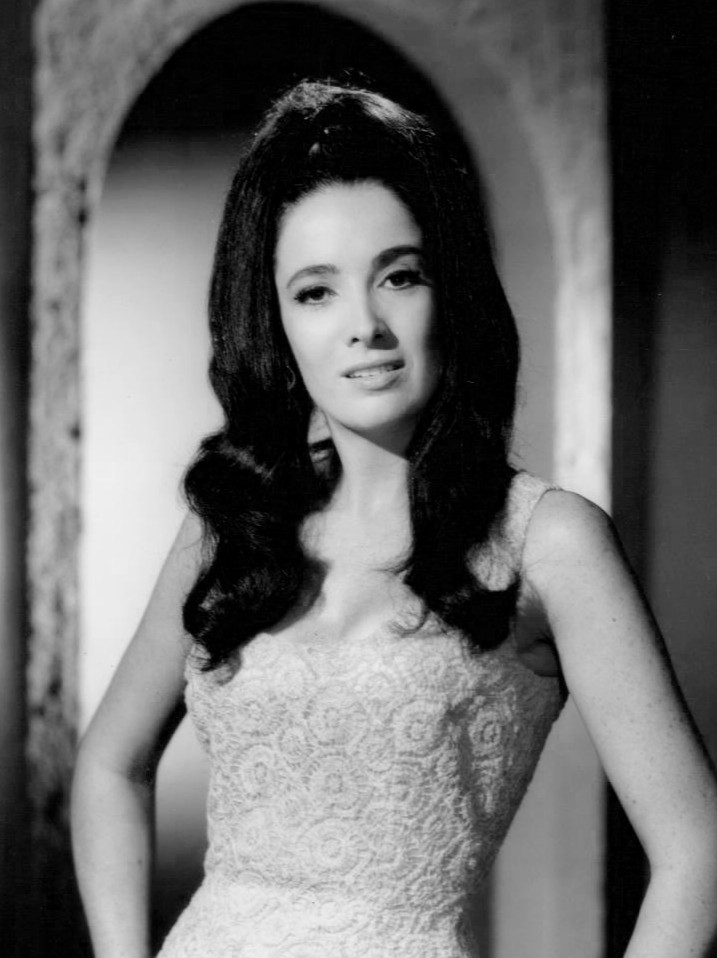
リンダ・クリスタル／6月27日没

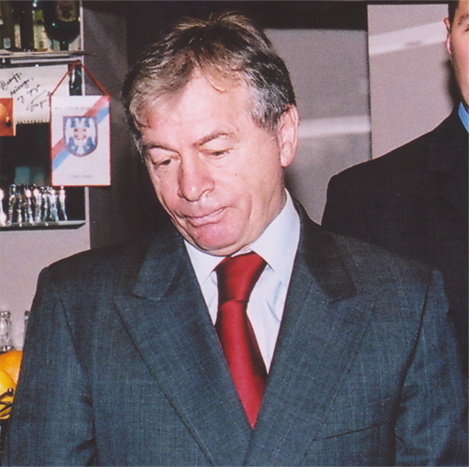
イリヤ・ペトコヴィッチ／6月27日没

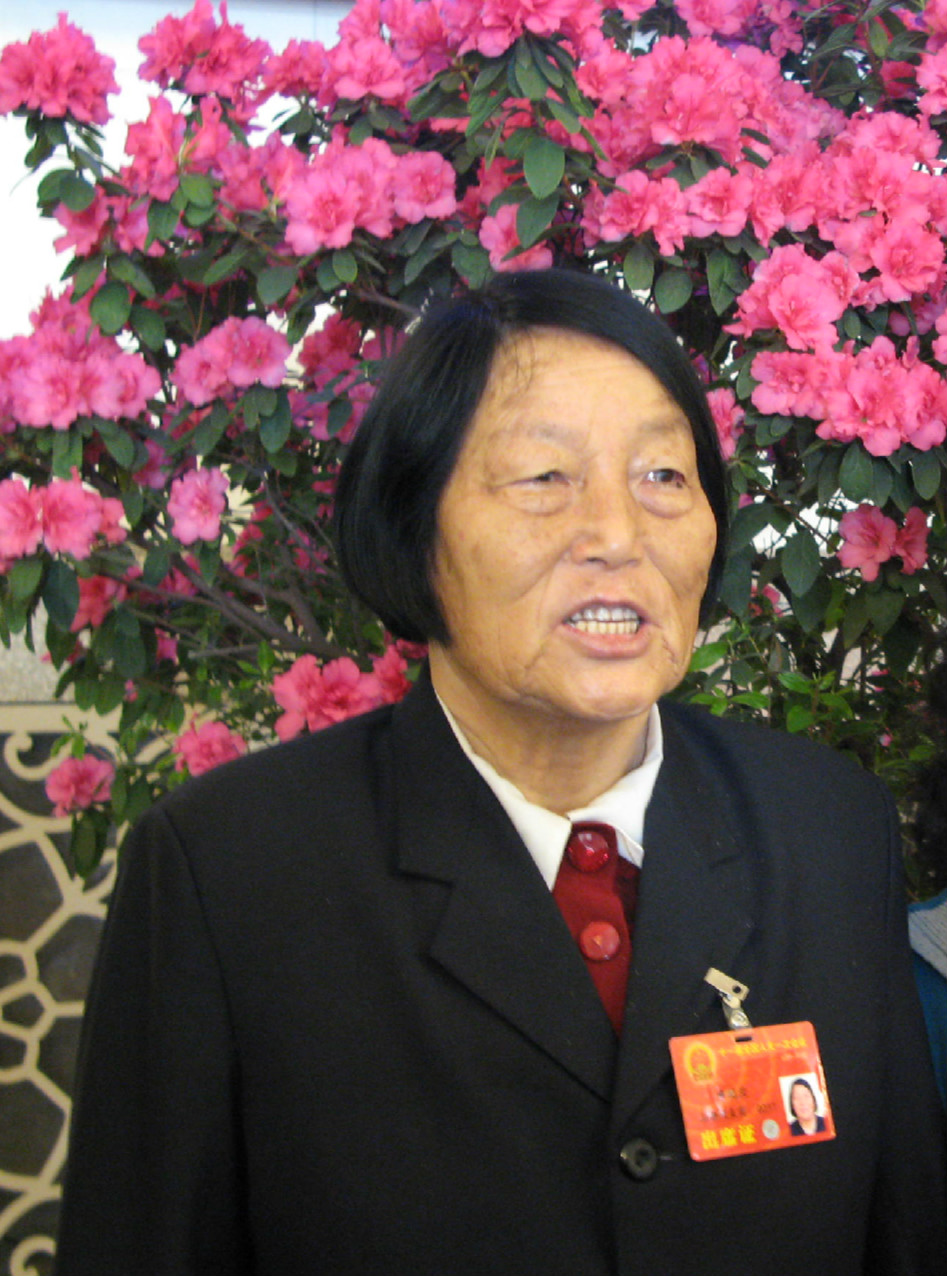
申紀蘭／6月28日没

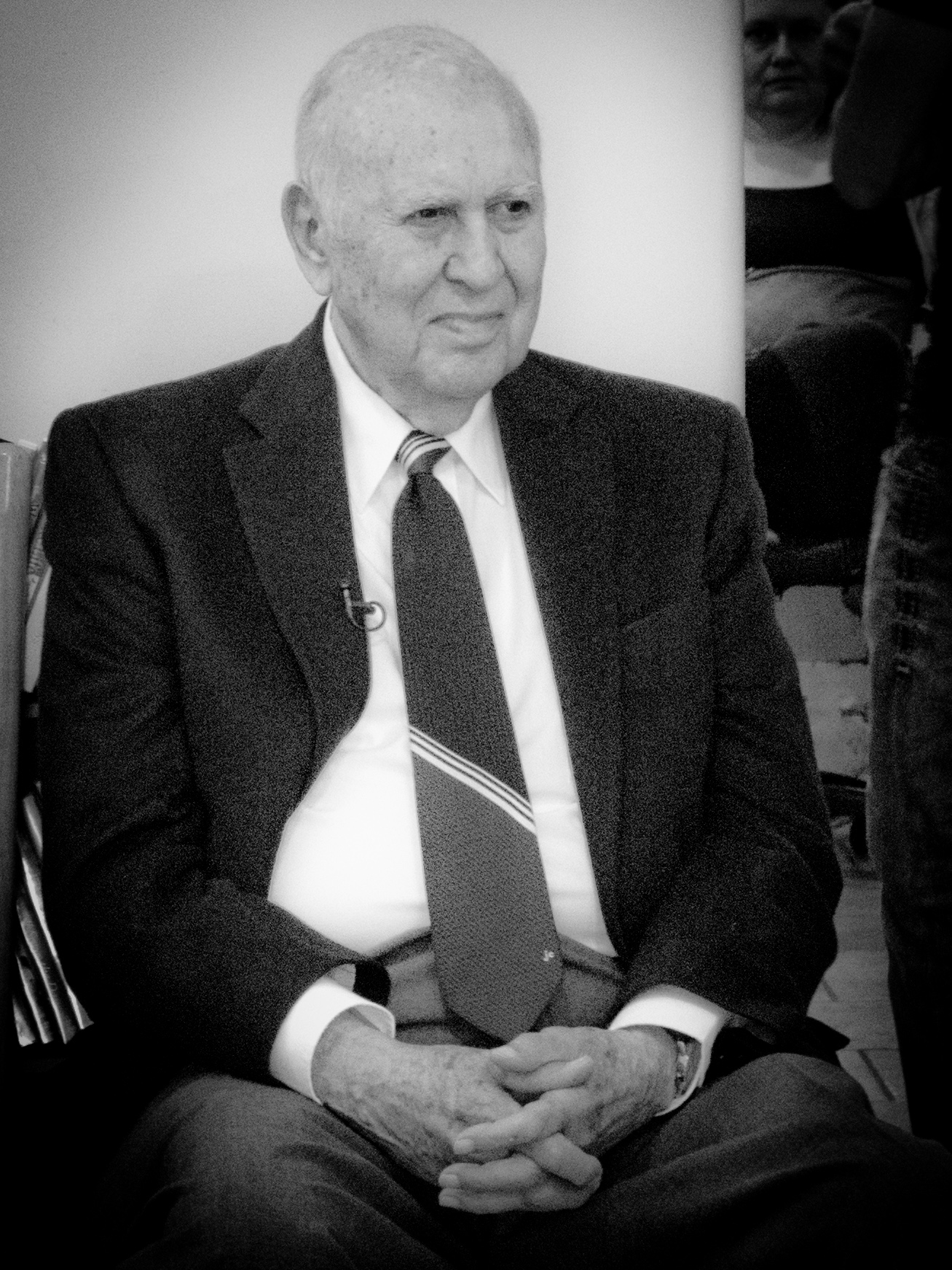
カール・ライナー／6月29日没

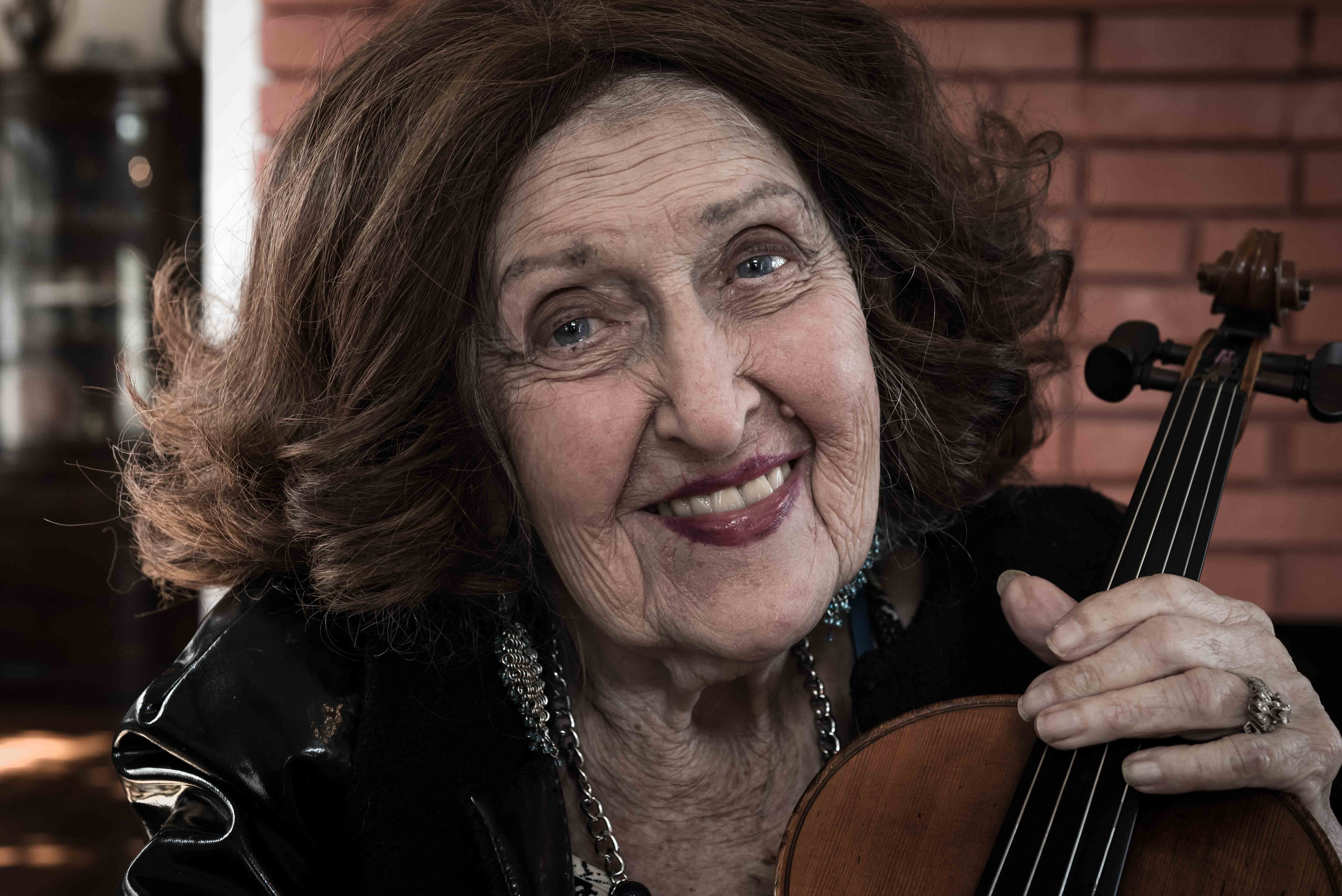
イダ・ヘンデル／6月30日没

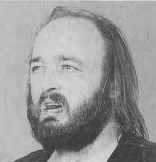
キラー・ブルックス／6月30日没

- 6月16日 - ロジェ・ボルニッシュ（フランス語版）、フランスの元国家警察刑事、作家（* 1919年）[117]
- 6月16日 - 五島勉、日本の作家、ルポライター（* 1929年）[118]
- 6月16日 - エドゥアルド・コファンコ・ジュニア（英語版）、フィリピンの実業家、政治家、サン・ミゲル会長（* 1935年）[119]
- 6月16日（訃報発表日） - エデン・パストラ、ニカラグアの革命家、政治家（* 1937年）[120][121]
- 6月16日 - 足立"YOU"祐二、日本のギタリスト、ロックバンド「DEAD END」メンバー（* 1964年）[122]
- 6月16日 - ヨハン（英語版）、大韓民国の歌手、TST（英語版）メンバー（* 1992年）[123]
- 6月17日 - ヴィクター・フェルドブリル、カナダのヴァイオリン奏者、指揮者（* 1924年）[124]
- 6月17日 - ジーン・ケネディ・スミス、アメリカ合衆国の外交官、駐アイルランド大使、ケネディ米大統領の妹（* 1928年）[125]
- 6月17日 - ウィリアム・C・デメント（英語版）、アメリカ合衆国の睡眠研究者、スタンフォード大学教授（* 1928年）[126]
- 6月17日 - 阿彦哲郎、日本の元カザフスタン抑留者（* 1930年）[127]
- 6月17日 - マルレーネ・アーレン、チリの元陸上競技選手、1956年メルボルンオリンピック女子やり投銀メダリスト（* 1933年）[128]
- 6月17日 - カルパティ・ギョルギ（英語版）、ハンガリーの元水球選手、1952年ヘルシンキ・1956年メルボルン・1964年東京オリンピック金メダリスト（* 1935年）[129]
- 6月17日 - 津村喬、日本の評論家、気功師（* 1948年）[130]
- 6月17日 - ウィリー・ソーン（英語版）、イギリスの元スヌーカー選手（* 1954年）[131]
- 6月17日 - ファブリス・フィリポ（フランス語版）、フランスの元サイクルロードレース選手（* 1965年）[132]
- 6月17日 - パウリーニョ・パイアカン（英語版）、ブラジルのカヤポ族（英語版）族長（* 生年不明）[133]
- 6月18日 - ヴェラ・リン、イギリスの歌手（* 1917年）[134][135]
- 6月18日 - ユーレス・セドニー（英語版）、スリナムの政治家、銀行家、元同国首相、元スリナム中央銀行総裁（* 1922年）[136]
- 6月18日 - ジョルジュ・オクトール、ベルギーの指揮者（* 1923年）[137]
- 6月18日 - アントニオ・ベシアーナ（英語版）、キューバ出身のアメリカ合衆国のスパイ（* 1928年）[138]
- 6月18日 - セルゲイ・フルシチョフ、ソビエト連邦出身のアメリカ合衆国の科学者、歴史学者、ニキータ・フルシチョフ子息（* 1935年）[139]
- 6月18日 - 當間一郎、日本の沖縄芸能研究者（* 1938年）[140]
- 6月18日 - ニコラ・ジョエル、フランスの舞台演出家、元パリ・オペラ座総裁（* 1953年）[141]
- 6月18日 - 川崎友嗣、日本の職業心理学者、関西大学教授（* 1960年）[142]
- 6月18日 - ミハイル・イグナティエフ（英語版）、ロシア連邦内チュヴァシ共和国の政治家、元同国大統領・首長（* 1962年）[143]
- 6月18日 - ベネデク・ティボル（英語版）、ハンガリーの元水球選手・指導者、2000年シドニー・2004年アテネ・2008年北京オリンピック金メダリスト（* 1972年）[144]
- 6月19日 - 山田稔、日本の建築構造学者、神戸大学名誉教授（* 1930年）[145]
- 6月19日 - イアン・ホルム、イギリスの俳優（* 1931年）[146]
- 6月19日 - 三輪優、日本の政治家、元愛知県津島市長（* 1940年?）[147]
- 6月19日 - ユエルグ・マウツ、ドイツ出身のイエズス会神父、神学者、上智大学名誉教授（* 1940年）[148]
- 6月19日 - 趙海一、大韓民国の作家（* 1941年）[149]
- 6月19日 - カルロス・ルイス・サフォン、スペインの小説家（* 1964年）[150]
- 6月20日 - マリオ・コルソ、イタリアの元サッカー選手・指導者、元同国代表（* 1941年）[151]
- 6月20日 - スヴァイン・アルネ・ハンセン（英語版）、ノルウェーの団体理事、ヨーロッパ陸上競技連盟会長（* 1946年）[152]
- 6月20日 - 柳家三寿、日本の落語家（* 1946年）[153][154]
- 6月21日 - 吉冨勝、日本のエコノミスト、元アジア開発銀行研究所所長・経済産業研究所所長（* 1932年）[155]
- 6月21日 - ジーブ・スタンヘル（英語版）、ポーランド出身のイスラエルの歴史学者、政治学者、ヘブライ大学名誉教授（* 1935年）[156]
- 6月21日 - 丸田頼一、日本の造園学者、千葉大学名誉教授（* 1938年）[157]
- 6月21日 - ジョエル・シュマッカー、アメリカ合衆国の映画監督（* 1939年）[158]
- 6月21日 - パスカル・クレモン、フランスの政治家、元法務大臣（* 1945年）[159]
- 6月21日 - ボロトベク・シェルニヤゾフ、キルギスの政治家、元内務大臣（* 1959年）[160]
- 6月21日 - アーメド・ラディ、イラクの元サッカー選手・指導者、元同国代表（* 1964年）[161]
- 6月22日 - 高橋武智、日本の仏文学者、翻訳家、日本戦没学生記念会理事長（* 1935年）[162]
- 6月22日 - ピエリーノ・プラティ、イタリアの元サッカー選手、元同国代表（* 1946年）[163]
- 6月22日 - 大沼安史、日本のフリージャーナリスト（* 1949年）[164]
- 6月22日 - スティーヴ・ビング（英語版）、アメリカ合衆国の実業家、脚本家、映画プロデューサー（* 1965年）[165]
- 6月23日 - 正木毅、日本の実業家、元日本工業新聞社社長（* 1923年?）[166]
- 6月23日 - ニコライ・ファジェーチェフ（英語版）、ロシアのバレエダンサー・指導者（* 1933年）[167]
- 6月23日 - パウル・マイゼン、ドイツのフルート奏者（* 1933年）[168]
- 6月23日 - 蔡柱國、台湾の法学者、白鷗大学名誉教授（* 1936年）[169]
- 6月23日 - 小林敏宏、日本の実業家、元パロマ社長（* 1938年?）[170]
- 6月23日 - 李振盛、中華人民共和国の写真家（* 1940年）[171]
- 6月23日 - 阿部海鶴、日本の書家（* 1940年）[172]
- 6月23日 - リアム・トレッドウェル（英語版）、イギリスの競馬騎手（* 1986年）[173]
- 6月24日 - エディー・キャスコ（英語版）、アメリカ合衆国の元MLB選手・指導者（* 1931年）[174]
- 6月24日 - 山口渓雲、日本の書家（* 1935年）[175]
- 6月24日 - 西垣覚、日本の銀行家、元東海銀行（現三菱UFJ銀行）頭取（* 1935年）[176]
- 6月24日 - 陳定信（中国語版）、台湾の医学者、肝臓学者（* 1943年）[177]
- 6月24日 - シヤ・カッカー (Siya Kakkar)、インドのティックトッカー（* 2004年）[178]
- 6月25日 - レスター・グリンスプーン、アメリカ合衆国の医学者、精神科医、ハーバード大学教授（* 1928年）[179]
- 6月25日 - ホセ・エドゥアルド・ペレス・ヴァレラ、メキシコ出身のイエズス会神父、神学者、上智大学名誉教授（* 1935年）[180]
- 6月25日 - 仲野幹男、日本の実業家、元三和シヤッター工業社長（* 1945年）[181]
- 6月25日 - シンサック・ソーシリパン、タイ出身のキックボクサー・指導者（* 1949年?）[182]
- 6月25日 - ヒューイ（英語版）、アメリカ合衆国のラッパー（* 1989年）[183]
- 6月25日? - 石川不二子、日本の歌人（* 1933年）[184]
- 6月26日 - 陳佩秋（中国語版）、中華人民共和国の書家、画家（* 1922年）[185]
- 6月26日 - 高際翠邦、日本の書家、元日本書作家協会会長（* 1928年）[186]
- 6月26日 - ミルトン・グレイザー、アメリカ合衆国のグラフィック・デザイナー（* 1929年）[187]
- 6月26日 - ジェームズ・D・G・ダン（英語版）、イギリスの神学者（* 1939年）[188]
- 6月26日 - スチュアート・コーンフェルド、アメリカ合衆国の映画プロデューサー、俳優（* 1952年）[189]
- 6月26日 - タリン・パワー（英語版）、アメリカ合衆国の女優（* 1953年）[190]
- 6月26日 - ケリー・アズベリー（英語版）、アメリカ合衆国のアニメ映画監督（* 1960年）[191]
- 6月26日 - チェ・スクヒョン（朝鮮語版）、大韓民国のトライアスロン選手（* 1998年）[192]
- 6月27日 - ベレイド・アブデサラーム（英語版）、アルジェリアの政治家、元同国首相（* 1928年）[193]
- 6月27日 - リンダ・クリスタル、アルゼンチンの女優（* 1931年）[194]
- 6月27日 - フレディ・コール（英語版）、アメリカ合衆国のジャズシンガー、ピアニスト（* 1933年）[195]
- 6月27日 - 武藤忠男、日本の元プロ野球選手【中日ドラゴンズ所属】（* 1936年）[196]
- 6月27日 - 池浦泰宏、日本の団体理事、日本外交協会理事長（* 1937年?）[197]
- 6月27日 - イリヤ・ペトコヴィッチ、セルビアの元サッカー選手・指導者、元ユーゴスラビア代表、元セルビア・モンテネグロ代表監督（* 1945年）[198]
- 6月27日 - トム・フィン（英語版）、アメリカ合衆国のミュージシャン、DJ、レフト・バンクメンバー（* 1948年）[199]
- 6月27日 - ピート・カー（英語版）、アメリカ合衆国のギタリスト（* 1950年）[200]
- 6月28日 - 于藍（中国語版）、中華人民共和国の女優（* 1921年）[201]
- 6月28日 - 申紀蘭、中華人民共和国の政治家、第1期〜13期全国人民代表大会代表（* 1929年）[202]
- 6月28日 - 渡辺一郎、日本の歴史家、伊能忠敬研究会名誉代表（* 1929年）[203]
- 6月28日 - ウイリー沖山、日本の歌手（* 1933年）[204]
- 6月28日 - ルドルフォ・アナヤ（英語版）、アメリカ合衆国の作家（* 1938年）[205]
- 6月28日 - マリアーン・チショフスキー（英語版）、スロバキアのサッカー選手、元同国代表（* 1979年）[206]
- 6月29日 - カール・ライナー、アメリカ合衆国の俳優、映画監督（* 1922年）[207]
- 6月29日 - ジョニー・マンデル、アメリカ合衆国の作曲家（* 1925年）[208]
- 6月29日 - ウィリー・ライト（英語版）、アメリカ合衆国のソウルシンガー（* 1939年）[209]
- 6月29日 - 荻野晃也、日本の原子核工学者、元京都大学講師、電磁波環境研究所主宰（* 1940年）[210]
- 6月29日 - ベニー・マードンズ（英語版）、アメリカ合衆国の歌手、ソングライター（* 1946年）[211]
- 6月29日 - エルネスト・マルセル、パナマの元プロボクサー、元WBA世界フェザー級王者（* 1948年）[212]
- 6月29日 - ステパ・J・グロッグス（英語版）、アメリカ合衆国のラッパー、インジュリー・リザーヴ（英語版）メンバー（* 1988年?）[213]
- 6月30日 - イダ・ヘンデル、ポーランド出身のイギリスのヴァイオリン奏者（* 1928年）[214]
- 6月30日 - 井上正子、日本の脚本家（* 1941年?）[215]
- 6月30日 - キラー・ブルックス、アメリカ合衆国の元プロレスラー（* 1947年）[216]
- 6月30日 - アレクサンドル・カバノフ（ロシア語版）、ロシアの元水球選手、1972年ミュンヘン・1980年モスクワオリンピック金メダリスト（* 1948年）[217]
- 6月30日 - ダン・ヒックス（英語版）、アメリカ合衆国の俳優（* 1951年）[218]
- 6月30日 - アルフレッド・コティ、ガーナの元プロボクサー、元WBOバンタム級王者（* 1968年）[219]
- 6月30日 - もりしげ、日本の漫画家（* 生年不明）[220]